# Сянчен
Сянчен (кит. спр. 项城市, піньїнь: Xiàngchéng Shì) — місто-повіт в китайській провінції Хенань, складова міста Чжоукоу. 

## Географія
Сянчен лежить на півдні префектури.

### Клімат
Місто знаходиться у зоні, котра характеризується вологим субтропічним кліматом. Найтепліший місяць — липень із середньою температурою 27.6 °C (81.7 °F). Найхолодніший місяць — січень, із середньою температурою 1.3 °С (34.3 °F).
| Клімат Сянчена          | Клімат Сянчена | Клімат Сянчена | Клімат Сянчена | Клімат Сянчена | Клімат Сянчена | Клімат Сянчена | Клімат Сянчена | Клімат Сянчена | Клімат Сянчена | Клімат Сянчена | Клімат Сянчена | Клімат Сянчена | Клімат Сянчена |
| Показник                | Січ.           | Лют.           | Бер.           | Квіт.          | Трав.          | Черв.          | Лип.           | Серп.          | Вер.           | Жовт.          | Лист.          | Груд.          | Рік            |
| Середня температура, °C | 1,3            | 3,2            | 8,7            | 15,2           | 20,9           | 26             | 27,6           | 26,6           | 21,4           | 16             | 9,2            | 3,2            | 14,9           |
| Норма опадів, мм        | 11.3           | 16.1           | 29.4           | 58.1           | 56.3           | 74.6           | 165.3          | 141.8          | 82.7           | 52.3           | 31.2           | 9.8            | 728.9          |
| Днів з опадами          | 3,9            | 5,3            | 7,2            | 9,5            | 8,5            | 8,2            | 12,7           | 11,2           | 11,3           | 9,2            | 6,8            | 4,2            | 98             |
| Вологість повітря, %    | 60.3           | 62.5           | 62.8           | 64.2           | 63.3           | 61.5           | 75.9           | 78.1           | 75.2           | 72             | 69.2           | 63             | 67.3           |
| ----------------------- | -------------- | -------------- | -------------- | -------------- | -------------- | -------------- | -------------- | -------------- | -------------- | -------------- | -------------- | -------------- | -------------- |
| Джерело: Weatherbase    |                |                |                |                |                |                |                |                |                |                |                |                |                |